# Urushiol
L’urushiol est le nom (nom d'origine japonaise) d'un groupe de substances biochimiques étroitement apparentées, classées parmi les phytotoxines car pouvant être extrêmement allergènes quand elles sont mises en contact avec la peau humaine. Les urushiols sont trouvés dans la racine, la sève et les feuilles de certains arbres, arbustes et lianes de la famille des Anacardiacées (famille du manguier), tout spécialement certaines espèces du genre Toxicodendron comme le sumac grimpant (T. radicans), le sumac vénéneux (T. pubescens), le sumac de l'Ouest (T. diversilobum) et le vernis du Japon (T. vernicifluum).

## Allergisant
Certains urushiols provoquent chez des personnes préalablement sensibilisées des dermatites de contact allergiques aigües à très sévères.

## Étymologie
Le nom vient du mot japonais 漆, うるし (urushi) qui désigne la laque produite en Asie orientale à partir de la sève résineuse extraite de l'arbre à laque (kiurushi).

## Histoire scientifique
Selon Yoshida (1883), « l'urushi est la sécrétion laiteuse de Rhus verniciflua Stockes - obligation de nommer le premier découvreur de cet arbre qui a un minimum de 5 noms latins. », plante depuis rebaptisée Toxicodendron vernicifluum qui est la source du vernis-laque largement traditionnellement utilisé pour produire des objets d'art laqués en Chine et au Japon. 

L'urushi pur et inaltéré est un fluide épais, grisâtre, à consistance dextrine. 

Vu au microscope ce suc se révèle être constitué d'une émulsion de minuscules globules. Exposé à l'air humide en couche mince à environ 20°, ce suc s'assombrit et sèche en formant un vernis translucide, solide et brillant. Il contient cependant une petite quantité d'un allergène huileux volatil qui agit violemment chez certaines personnes. 
L'urushiol en tant que puissant allergène d'origine végétale a été décrit au début des années 1950.
L'acide anacardique, substance que l'on retrouve dans d'autres espèces d'anarcadiacées telles que l'anacardier (Anacardium occidentale) duquel sont cultivés la noix de cajou et le ginkgo (Ginkgo biloba), est similaire aux substances o-diphénoliques de l'urushiol et possède également un potentiel allergénique notable.
|  | R = (CH2)14CH3 ou R = (CH2)7CH=CH(CH2)5CH3 ou R = (CH2)7CH=CHCH2CH=CH(CH2)2CH3 ou R = (CH2)7CH=CHCH2CH=CHCH=CHCH3 ou R = (CH2)7CH=CHCH2CH=CHCH2CH=CH2 ou autres |